# Ядерна енергетика Південної Африки

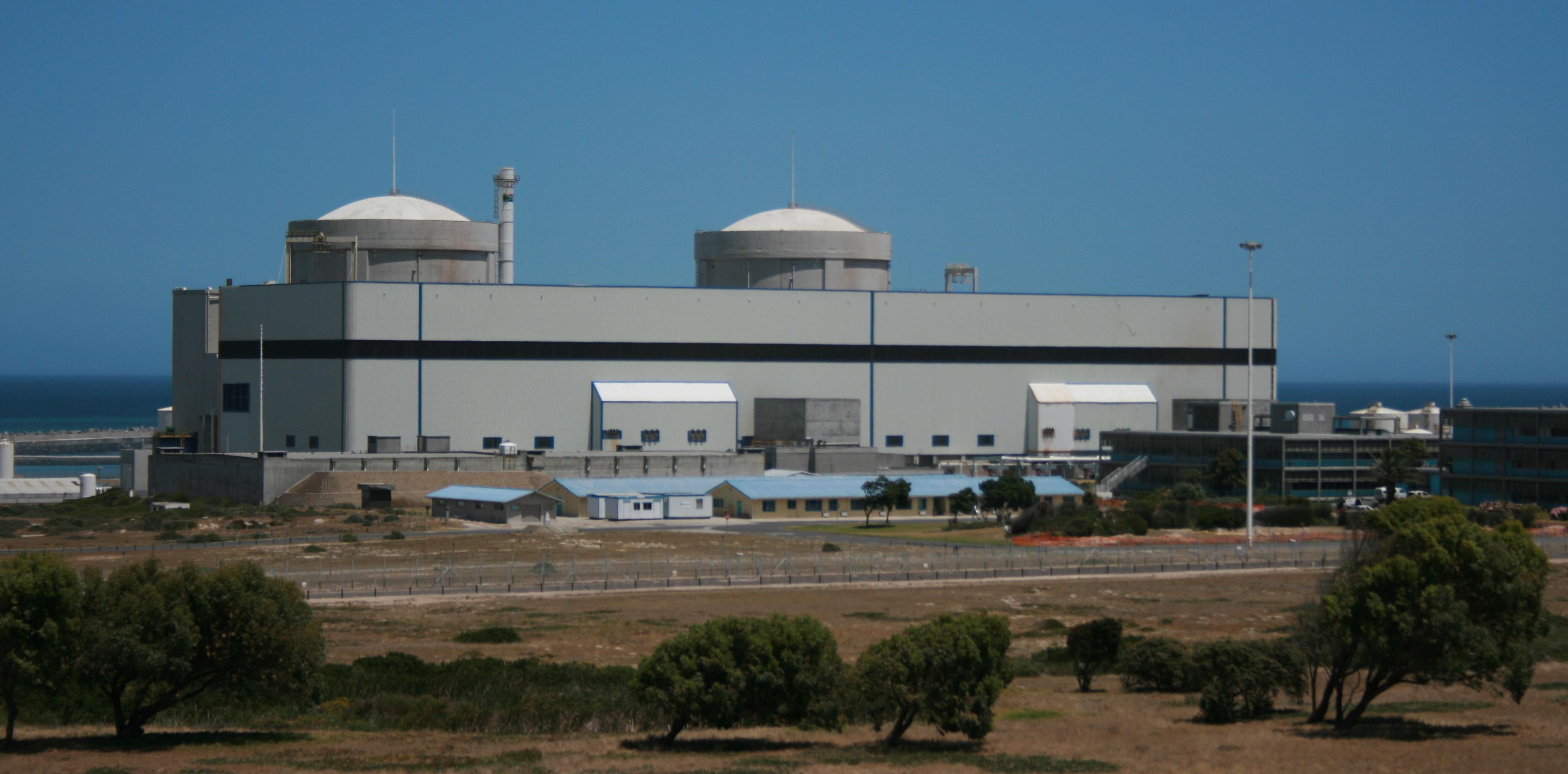
Атомна електростанція Кеберг

Південно-Африканська Республіка є першою країною в Африці з комерційною атомною електростанцією.
Два реактори, розташовані на атомній електростанції Коберг, забезпечують близько 5% виробництва електроенергії в Південній Африці. Відпрацьоване паливо захоронюється на сховище радіоактивних відходів Vaalputs у Північній Капській провінції.
Резервуар басейну дослідницького реактора SAFARI-1 розташований у ядерному дослідницькому центрі Пеліндаба в Гаутенгу.

## Нове будівництво
Плани щодо нової атомної електростанції були скорочені, і нове будівництво тепер вважається малоймовірним раніше 2030 року.
Інтегрований план ресурсів (IRP) 2010 року передбачав створення 9600 МВт нових ядерних енергетичних потужностей шляхом будівництва від шести до восьми нових ядерних реакторів до 2030 року, що коштуватиме близько 1 трильйона рандів.
У 2016 році було опубліковано оновлений проєкт IRP, який встановлює набагато нижчу та повільнішу ядерну ціль через менші прогнози попиту та збільшення капітальних витрат. Цей оновлений IRP передбачав, що перша нова атомна електростанція повинна буде запрацювати лише до 2041 року.
Інтегрований план ресурсів Південної Африки на 2019 рік (IRP) планує продовжити термін служби Коберг на 20 років до 2044 року, а також відкласти програму будівництва атомної електростанції через «граничну вартість [атомної] генерації порівняно з іншими варіантами» зі сценарієм, за яким нові потужності можуть бути побудовані після 2030 року.
У грудні 2023 року уряд оголосив, що має намір збудувати до 2500 МВт ядерної енергетики до 2032 року.

### Критика
Висловлювалося велике занепокоєння щодо вартості цих заходів, а також ймовірності корупції через відсутність прозорості в процесах закупівель та ігнорування громадянського суспільства. Проте, тодішній президент Джейкоб Зума продовжив плани щодо забезпечення ядерної енергії.

#### Юридична складова
Після звіту Public Protector «State of Capture», в якому він і Джейкоб Зума були причетні до торгівлі державним патронатом, Браян Молеф пішов у відставку з посади виконавчого директора Eskom 1 січня 2017 року. Однак аналітики відзначили, що корупція в Eskom була глибокою. і що відставка Молефа не вирішить ядерного питання. У квітні 2017 року Eskom звернувся до Міністерства фінансів з проханням скасувати правила закупівель для нових атомних станцій, стверджуючи, що Eskom «виконала багато роботи раніше» і що ці зусилля були достатніми. Демократичний альянс заперечував на тій підставі, що це призведе до «найбільших державних закупівель штату без повної оцінки ризиків і наслідків для економіки ПАР».
26 квітня 2017 року, після судової заяви Earthlife Africa та Інституту навколишнього середовища релігійних громад Південної Африки, Вищий суд Західної Капської провінції оголосив, що нові процеси закупівлі ядерної енергетики урядом Південної Африки були незаконними, оскільки вони не дотримувалися належних процедур. Суд зазначив, що до процесу мають бути залучені Національний регулятор енергетики, парламент і міністр енергетики. Таким чином, усі наступні контракти з Росією, США та Південною Кореєю були визнані недійсними.

#### Вартість
Вартість запропонованого нового ядерного проєкту в 1 трильйон рандів вплинула на зниження рейтингів міжнародними рейтинговими агентствами.
Міністра фінансів Правіна Гордхана, який виступав проти нових ядерних установок через високу вартість, змінив Малусі Гігаба в березні 2017 року. Гігаба відповідає за заповнення вакансії головного спеціаліста із закупівель у Міністерстві фінансів, який прийматиме рішення щодо процесів закупівель щодо нового ядерного проєкту.

## експлуатація Коберг
У січні 2018 року виконуючий обов’язки головного фінансового директора Eskom заявив, що компанія не може дозволити собі будувати нове ядерне обладнання після падіння проміжного прибутку на 34% через зниження продажів і зростання витрат на фінансування. Уряд заявив, що буде виконувати план, але повільніше. У проєкті IRP 2018 не передбачається створення нової атомної енергетики, частково через зниження попиту на електроенергію, прогноз на 30% нижчий, ніж у попередньому IRP.
Інтегрований план використання ресурсів (IRP) Південної Африки на 2019 рік передбачає 20-річне продовження терміну експлуатації Koeberg до 2044 року та відкладення програми будівництва атомної електростанції через «граничну вартість [ядерної] генерації порівняно з іншими варіантами» зі сценарієм, який може побудувати нові потужності після 2030 року. Малі модульні реактори можуть стати привабливим варіантом, залежно від попередніх демонстрацій в інших країнах світу.

## Малі модульні реактори
- Модульний реактор з гранульованим шаром[en]

Малі модульні реактори у формі реактора з гранульованим шаром були профінансовані урядом Південної Африки; одним із таких проєктів був модульний реактор Pebble bed (PBMR). У лютому 2010 року уряд Південної Африки оголосив про припинення фінансування розробки модульного реактора з гранульованим шаром після інвестування 80% від 9,24 мільярда рандів (2010 рік) (еквівалент 14,28 мільярда рандів або 1,08 мільярда доларів США у 2018 році). Співробітники неіснуючої PBMR передали свій досвід X-energy, Ultra Safe Nuclear Corporation і компанії Stratek Global у Преторії.

## Ядерна експертиза в Південній Африці
AREVA побудувала блоки-близнюки АЕС Коберг. У 2001 році AREVA NP (перейменована на Framatome у 2018 році) придбала 45% акцій LESEDI Nuclear Services, а потім ще 6% у 2006 році. Сьогодні Framatome є мажоритарним акціонером Lesedi Nuclear Services.
У 2016 році МАГАТЕ завершило довгострокову перевірку експлуатаційної безпеки південноафриканської атомної електростанції Коберг. Місію попереднього огляду SALTO (аспекти безпеки довгострокової експлуатації) було проведено на запит уряду Міністерства енергетики Південної Африки. «Партнерська перевірка SALTO — це комплексна перевірка безпеки, що стосується стратегії та ключових елементів безпечної довгострокової експлуатації атомних електростанцій».

## Перелік реакторів
| Назва                    | Блок №. | Реактор | Реактор               | Статус      | Чиста потужність (MW) | Початок будівництва | Комерційне використання | Закриття |
| Назва                    | Блок №. | Тип     | Модель                | Статус      | Чиста потужність (MW) | Початок будівництва | Комерційне використання | Закриття |
| ------------------------ | ------- | ------- | --------------------- | ----------- | --------------------- | ------------------- | ----------------------- | -------- |
| Коберг                   | 1       | PWR     | CP1 (Франція)         | Функціонує  | 930                   | 1 липня 1976        | 21 липня 1984           |          |
| Коберг                   | 2       | PWR     | CP1 (Франція)         | Функціонує  | 930                   | 1 липня 1976        | 9 листопада 1985        |          |
| Тиспунт або Дуйнефонтейн | 1       | PWR     | ВВЕР-1200 або CAP1400 | Заплановано | 1300                  |                     |                         |          |
| Тиспунт або Дуйнефонтейн | 2       | PWR     | ВВЕР-1200 або CAP1400 | Заплановано | 1300                  |                     |                         |          |
| Тиспунт або Дуйнефонтейн | 3       | PWR     | ВВЕР-1200 або CAP1400 | Заплановано | 1300                  |                     |                         |          |
| Тиспунт або Дуйнефонтейн | 4       | PWR     | ВВЕР-1200 або CAP1400 | Заплановано | 1300                  |                     |                         |          |
| Тиспунт або Дуйнефонтейн | 5       | PWR     | ВВЕР-1200 або CAP1400 | Заплановано | 1300                  |                     |                         |          |
| Тиспунт або Дуйнефонтейн | 6       | PWR     | ВВЕР-1200 або CAP1400 | Заплановано | 1300                  |                     |                         |          |
| Тиспунт або Дуйнефонтейн | 7       | PWR     | ВВЕР-1200 або CAP1400 | Заплановано | 1300                  |                     |                         |          |
| Тиспунт або Дуйнефонтейн | 8       | PWR     | ВВЕР-1200 або CAP1400 | Заплановано | 1300                  |                     |                         |          |